# Manaoag
Manaoag is een gemeente in de Filipijnse provincie Pangasinan op het eiland Luzon. Bij de laatste census in 2007 had de gemeente bijna 63 duizend inwoners.

## Geografie

### Bestuurlijke indeling
Manaoag is onderverdeeld in de volgende 26 barangays:
| - Babasit - Baguinay - Baritao - Bisal - Bucao - Cabanbanan - Calaocan - Inamotan - Lelemaan - Licsi - Lipit Norte - Lipit Sur - Parian | - Matolong - Mermer - Nalsian - Oraan East - Oraan West - Pantal - Pao - Poblacion - Pugaro - San Ramon - Santa Ines - Sapang - Tebuel |

## Demografie
Manaoag had bij de census van 2007 een inwoneraantal van 62.684 mensen. Dit zijn 7.941 mensen (14,5%) meer dan bij de vorige census van 2000. De gemiddelde jaarlijkse groei komt daarmee uit op 1,89%, hetgeen lager is dan het landelijk jaarlijks gemiddelde over deze periode (2,04%).